# El tractat naval
L'Aventura del Tractat Naval, un dels 56 contes de Sherlock Holmes escrits per Sir Arthur Conan Doyle, és un dels 12 contes del cicle recollits com a Les memòries de Sherlock Holmes. Va ser publicat per primera vegada a The Strand Magazine al Regne Unit l'octubre i novembre de 1893, i a Harper's Weekly als Estats Units els dies 14 i 21 d'octubre de 1893.
Doyle va classificar "The Adventure of the Naval Treaty" en el lloc 19 d'una llista de les seves 19 històries preferides de Sherlock Holmes.

## Sinopsi

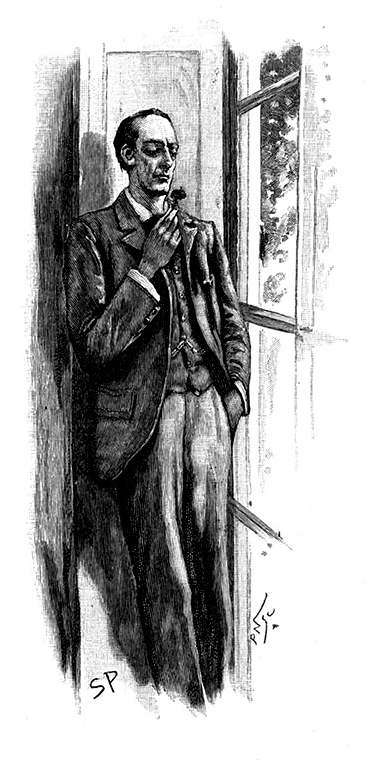
Holmes sostenint una rosa, dibuixada per Sidney Paget.
"La nostra màxima garantia de la bondat de la Providència em sembla que descansa en les flors..."

El doctor Watson rep una carta, que després es refereix a Holmes, d'un vell company d'escola, Percy Phelps, ara empleat del Ministeri d'Afers Exteriors de Woking a qui li han robat un important tractat naval del seu despatx. Va desaparèixer mentre Phelps havia sortit del seu despatx momentàniament al vespre per veure com anava un cafè que havia demanat. El seu despatx té dues entrades, cadascuna unida per una escala a un sol replà. El comissari vigilava l'entrada principal. No hi havia ningú mirant a l'entrada lateral. Phelps també sabia que el germà de la seva promesa Annie Harrison, Joseph, era a la ciutat i que podria passar-hi. Phelps estava sol a l'oficina.
Phelps va tirar del cordó de la campana del seu despatx per convocar el comissari i, per a la seva sorpresa, la dona del comissari va aparèixer. Va treballar per copiar el tractat que li havien donat mentre esperava. Per fi va anar a veure el comissari quan havia trigat una mica a arribar el cafè. El va trobar adormit amb la tetera bullint furiosa. No calia despertar-lo, però, ja que just aleshores sonava el timbre vinculat al seu despatx. En adonar-se que algú estava al seu despatx amb el tractat encara estès sobre el seu escriptori, Phelps es va tornar a precipitar i va trobar que el document havia desaparegut, igual que el lladre.
Semblava obvi que el lladre havia entrat per l'entrada lateral; en cas contrari hauria passat per davant de Phelps per les escales en algun moment, i no hi havia amagatalls al seu despatx. No es van veure petjades a l'oficina tot i ser un vespre plujós. L'únic sospitós en aquell moment era la dona del comissari, que havia sortit ràpidament de l'edifici a la mateixa hora.
Això va ser seguit, però no es va trobar cap tractat amb ella. Altres sospitosos eren el propi comissari i el col·lega de Phelps, Charles Gorot. Cap dels dos semblava un sospitós molt probable, però la policia els va seguir a tots dos, i a la dona del comissari. Com era d'esperar, no en va sortir res.
Phelps es va desesperar per l'incident, i quan va tornar a Woking, immediatament el van posar al llit a l'habitació del germà de la seva promesa. Allà va romandre, malalt de "febre cerebral" durant més de dos mesos, la seva reputació i honor aparentment desapareguts.
Holmes està força interessat en aquest cas i fa una sèrie d'observacions que sembla que altres no s'han perdut. L'absència de petjades, per exemple, podria indicar que el lladre va venir en taxi. També hi ha el fet notable que les nefastes conseqüències que haurien de resultar de la divulgació d'un tractat com aquest a un govern estranger no s'han produït en tot el temps que Phelps ha estat malalt. Per què va sonar el timbre?
Holmes recull informació útil a Briarbrae, la casa dels Phelps, on també s'han allotjat la promesa de la Phelps i el seu germà. L'ha estat cuidant dies, mentre una infermera contractada el vigilava a la nit. Josep també continua per estar de servei si pot.

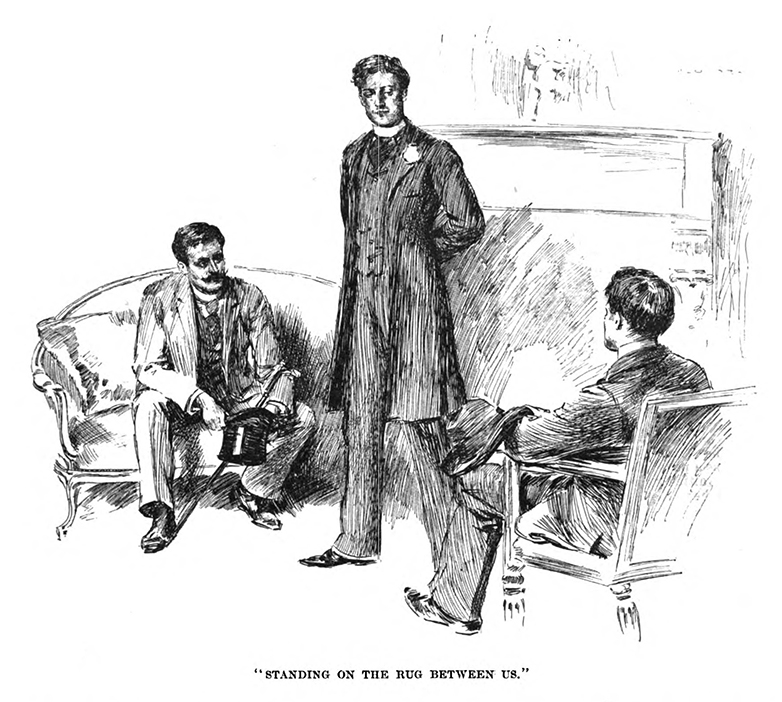
Watson, Lord Holdhurst i Holmes, il·lustració de 1893 de WH Hyde a Harper's Weekly

Després de veure en Phelps a Woking, Holmes fa algunes preguntes a la ciutat. Visita Lord Holdhurst, l'oncle de Phelps, el secretari d'Afers Exteriors, que va donar al seu nebot la seva important tasca de copiar el tractat, però Holmes el descarta com a sospitós, i ara està bastant segur que ningú podria haver escoltat la seva discussió sobre la tasca. Lord Holdhurst revela a Holmes les conseqüències potencialment desastroses que es podrien produir si el tractat caigués en mans de les ambaixades de França o Rússia. Afortunadament, encara no ha passat res, malgrat les moltes setmanes des del robatori. Pel que sembla, el lladre encara no ha venut el tractat, i Lord Holdhurst informa a Holmes que el temps del dolent s'està acabant, ja que el tractat aviat deixarà de ser un secret. Per què, doncs, el lladre no ha venut el tractat?
Holmes torna a Woking, sense haver-se rendit, però havent d'informar que encara no s'ha arribat cap tractat. Mentrestant, alguna cosa interessant ha passat a Briarbrae: algú va intentar entrar durant la nit a l'habitació del malalt de Phelps, ni més ni menys. Phelps el va sorprendre a la finestra, però no va poder veure la seva cara a través de la capa amb caputxa que portava. No obstant això, va veure el ganivet de l'intrús mentre s'allunyava. Això va passar la primera nit que Phelps va sentir que podia prescindir de la infermera.
Desconegut per ningú en aquest moment, encara que Watson ho dedueix de la taciturnitat del seu amic, Holmes sap què està passant. Li ordena a l'Annie que es quedi a l'habitació del malalt del seu promès tot el dia, i després que la deixi i la tanqui des de fora quan finalment se'n vagi al llit. Això fa ella.
Holmes troba un amagatall a prop de Briarbrae per vigilar després d'haver enviat Watson i Phelps a Londres al tren, i també deixar que els ocupants de Briarbrae creguessin que tenia la intenció d'anar amb ells, aparentment per mantenir a Phelps fora de perill en cas que vingués de nou l'intrús.
Holmes espera fins a les dues de la matinada, quan apareix el intrús, fora de l'entrada del comerciant de la casa. Va a la finestra, l'obre com abans, obre una escotilla oculta al terra i treu el tractat. Aleshores surt directament per la finestra i Holmes l'intercepta després de la qual cosa lluiten, amb Holmes que surt victoriós però ha patit ferides lleus.

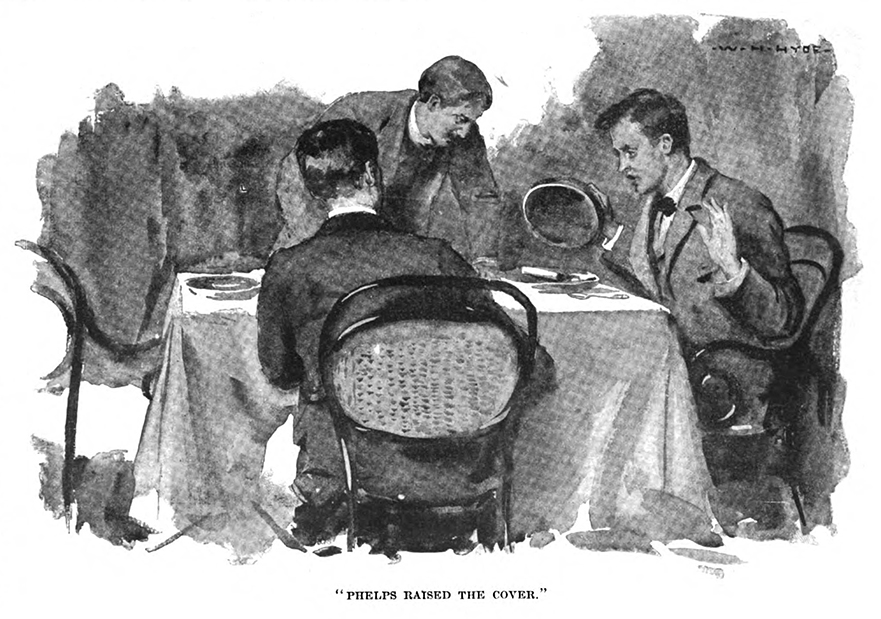
Il·lustració de 1893 de WH Hyde

El tractat ha estat a l'habitació on Phelps ha jagut malalt tot el temps, mentre que el lladre, Joseph, que normalment dormia a aquesta habitació, no hi va poder arribar. Va tocar el timbre a l'oficina de Phelps després d'anar a visitar i trobar-lo allà, però llavors va veure el tractat i de seguida es va adonar del seu valor potencial. La seva incapacitat per arribar al tractat explica que no hi hagi hagut conseqüències polítiques nefastes. Holmes explica que Joseph havia perdut una gran quantitat de diners a la borsa, la qual cosa explica la seva necessitat de diners. Com que era un home molt desesperat i egoista, no li importaven gens les conseqüències que Phelps podria patir amb la pèrdua del document.
Sempre amb un talent per al dramàtic, Holmes ha fet servir el tractat literalment a Phelps com a esmorzar l'endemà al matí al 221B de Baker Street, on ha passat la nit sota la mirada atenta de Watson (tot i que no hi ha hagut cap perill). Phelps està extasiat, Holmes triomfant tranquil·lament i, una vegada més, Watson queda bocabadat.
Holmes explica que diverses pistes apuntaven a Joseph: el lladre coneixia bé els camins de l'oficina, donat que havia tocat el timbre just abans de veure el tractat; Phelps havia ensenyat als seus familiars l'oficina; Joseph havia sopat a Londres aquella nit i va agafar el tren de les 23:00 fins a Woking; Phelps esperava trobar-se amb ell per al tren; el robatori va passar cap a les 21:40; era una nit plujosa, però no hi havia petjades humides al passatge ni al despatx, així que el lladre havia vingut amb un taxi; i el lladre que va intentar entrar a l'habitació de Phelps coneixia la disposició de la casa i els hàbits dels que hi vivien.

## Comentari
Aquest és el més llarg dels contes publicats a The Strand Magazine abans de la "mort" de Sherlock Holmes a "El problema final". Com a tal, es va publicar originalment en dues parts.
Aquesta història conté la primera referència a "La segona taca", que no es publicaria fins uns 11 anys més tard, tot i que els fets de la història escrita posteriorment són diferents dels esmentats per Watson a "El Tractat Naval."

## Historial de publicacions
L'Aventura del Tractat Naval es va publicar al Regne Unit a The Strand Magazine l'octubre i novembre de 1893, i als Estats Units a Harper's Weekly (sota el títol "The Naval Treaty") els dies 14 i 21 d'octubre de 1893. També es va publicar a l'edició nord-americana de Strand un mes després de la seva publicació al Regne Unit. La història es va publicar amb vuit il·lustracions de Sidney Paget a The Strand Magazine l'octubre de 1893, i amb set il·lustracions de Paget el novembre de 1893. A Harper's Weekly, "The Naval Treaty" es va publicar amb dues il·lustracions de WH. Hyde a la primera part de la història, i amb dues il·lustracions més de Hyde a la segona part. Va ser inclòs a la col·lecció de contes Les memòries de Sherlock Holmes que es va publicar el desembre de 1893 al Regne Unit i el febrer de 1894 als Estats Units.

## Adaptacions

### Cinema i televisió
Un dels curtmetratges de la sèrie de pel·lícules de Sherlock Holmes d'Éclair (1912) es va basar en la història. Al curtmetratge, titulat The Stolen Papers, Georges Tréville va interpretar Sherlock Holmes i Mr Moyse va interpretar el Dr. Watson.
Un altre curtmetratge basat en la història es va estrenar el 1922 com a part de la sèrie de pel·lícules de Sherlock Holmes de Stoll, amb Eille Norwood com Sherlock Holmes i Hubert Willis com el Dr. Watson.
La història va ser adaptada per a la sèrie de la BBC de 1968 amb Peter Cushing. Ara l'episodi està perdut.
La història va ser adaptada com a episodi de 1984 "El Tractat Naval" de la primera sèrie de la sèrie de televisió de Granada Les aventures de Sherlock Holmes, protagonitzada per Jeremy Brett.
"The Great Game" (2010), el tercer episodi de la sèrie de televisió Sherlock, utilitza "L'Aventura del Tractat Naval"' i "Els plànols del Bruce-Partington" com a inspiració, ja que tots dos tracten el robatori de papers governamentals. relacionats amb la marina.
"Art in the Blood" (2014), el 23è episodi de Elementary, està inspirat en la història.
"L'aventura dels cent capgrossos", un episodi del 2015 de la sèrie de televisió de titelles de la NHK Sherlock Holmes, es basa en la història. A l'episodi, Holmes i Watson intenten recuperar una imatge robada que es va presentar a un concurs d'art. El tema del concurs són els capgrossos perquè "Tadpole" era el sobrenom de Sir Percy Phelps, fundador de l'escola Beeton.

### Ràdio
"El Tractat Naval" va ser adaptat per Edith Meiser com a episodi de la sèrie de ràdio nord-americana  The Adventures of Sherlock Holmes amb Richard Gordon com Sherlock Holmes i Leigh Lovell com el Dr. Watson. L'episodi es va emetre el 19 de gener de 1931. Un altre episodi adaptat de la història es va emetre l'agost de 1936 (amb Gordon com a Holmes i Harry West com a Watson).
Meiser també va adaptar la història com a episodi de 1940 de la sèrie de ràdio nord-americana The New Adventures of Sherlock Holmes amb Basil Rathbone com a Holmes i Nigel Bruce com a Watson. La història també va ser adaptada com a episodi titulat "The Case of the Stolen Naval Treaty" que es va emetre el 1947 (amb John Stanley com a Holmes i Alfred Shirley com a Watson)).
Una dramatització radiofònica de "The Naval Treaty" es va emetre a la BBC Home Service el 1952, com a part de la sèrie de ràdio 1952–1969 protagonitzada per Carleton Hobbs com Holmes i Norman Shelley com Watson. La producció va ser adaptada per Felix Felton. Una altra dramatització, que també va ser adaptada per Felton i protagonitzada per Hobbs i Shelley amb un repartiment diferent, es va emetre el 1957 al Home Service. Una versió de ràdio diferent de "The Naval Treaty" adaptada per Michael Hardwick es va emetre al BBC Light Program l'any 1960, amb Hobbs i Shelley novament interpretant Holmes i Watson respectivament.
Una adaptació de la història es va emetre a la ràdio de la BBC el 1978, protagonitzada per Barry Foster com Holmes i David Buck com Watson.
La història va ser adaptada com a episodi de CBS Radio Mystery Theater titulat "The Naval Treaty". L'episodi, que presentava Gordon Gould com Sherlock Holmes i Bernard Grant com el Dr. Watson, es va emetre per primera vegada l'abril de 1982.
"The Naval Treaty" va ser dramatitzat per a la BBC Radio 4 el 1992 per David Ashton com a part de la sèrie de ràdio 1989–1998 protagonitzada per Clive Merrison com Holmes i Michael Williams com Watson. Va comptar amb Patrick Malahide com Percy Phelps, Brett Usher com Lord Holdhurst, Norman Jones com Mr Tangey i Petra Markham com Miss Tangey.
Un episodi del 2014 de The Classic Adventures of Sherlock Holmes, una sèrie del programa de ràdio nord-americà Imagination Theatre, va ser adaptat de la història, amb John Patrick Lowrie com a Holmes i Lawrence Albert com a Watson.